# Bailly-Romainvilliers
Bailly-Romainvilliers település Franciaországban, Seine-et-Marne megyében. Lakosainak száma 7049 fő (2022. január 1.). Bailly-Romainvilliers Serris, Villeneuve-le-Comte, Villeneuve-Saint-Denis, Coutevroult és Magny-le-Hongre községekkel határos.

## Népesség
A település népességének változása:
| Lakosok száma | 7368 | 7500 | 7625 | 7521 | 7411 | 7416 | 7288 | 7169 | 7049 |
|               | 2013 | 2015 | 2016 | 2017 | 2018 | 2019 | 2020 | 2021 | 2022 |